# Palomita de Poy
La "palomita de Poy" est un but historique marqué le 19 décembre 1971 par Aldo Pedro Poy, footballeur de Rosario Central dans un match face à Newell's Old Boys, en demi-finale de la Première Division d'Argentine. Cette tête plongeante apporte la victoire à son équipe 1 à 0, "les canailles" accèdent pour la première fois à la finale et remportent le Championnat National de 1971.

## Le match

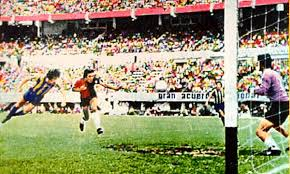
Le Vol Éternel

Le 19 décembre 1971 se joue la demi-finale du Championnat National d'Argentine de football entre Rosario Central et Newell's Old Boys. Le match est un "clasico" entre les deux clubs rivaux de Rosario en Argentine, qui s'opposent pour la première fois dans le cadre d'un tournoi professionnel de l'AFA. La partie a lieu à Buenos Aires dans le Stade Monumental du club de River Plate.
Pendant la seconde mi-temps de la rencontre, alors qu'aucun but n'a encore été marqué, le latéral Uruguayen de Central, José Jorge González, envoie un centre puissant depuis la droite du terrain. Aldo Poy plonge tête en avant, tout en hauteur, tel un oiseau et gagne son duel contre le défenseur Ricardo José De Rienzo. Sa tête plongeante réussit à atteindre le ballon avant son adversaire et l'envoie au fond du filet de Carlos Fenoy, à la 54ème minute, Rosario Central mène 1 à 0 jusqu'au coup de sifflet final.
À la suite de ce but impressionnant, Rosario Central se qualifie pour la finale du Championnat d'Argentine de football 1971 et va la remporter 2-1 face à San Lorenzo de Almagro. Ce sera le premier titre de Champion d'Argentine de son histoire.

### Composition des équipes
| 1     | PAR   | Norberto Menutti     |  |               |
| 4     | DEF   | José Jorge González  |  | Daniel Killer |
| 2     | DEF   | Aurelio Pascuttini   |  |               |
| 6     | DEF   | Alberto Fanesi       |  |               |
| 3     | DEF   | Mario Killer         |  |               |
| 8     | MED   | Carlos Aimar         |  |               |
| 5     | MED   | Ange Landucci        |  |               |
| 11    | MED   | Carlos ils Satisfont |  |               |
| 10    | DU    | Aldo Poy             |  |               |
| 7     | DU    | Ramón Tour           |  | Miguel Bustos |
| 9     | DU    | Roberto Gramajo      |  |               |
| Coach | Coach | Ange Labruna         |  |               |

| 1     | PAR   | Carlos Fenoy            |  |                 |
| 4     | DEF   | Víctor Hugo Jara        |  |                 |
| 2     | DEF   | Armando Garrido         |  |                 |
| 6     | DEF   | Ricardo De Rienzo       |  |                 |
| 3     | MED   | Juan Carlos Montes      |  |                 |
| 8     | MED   | José Demetrio Solórzano |  |                 |
| 5     | MED   | Santiago Santamaría     |  |                 |
| 11    | MED   | Ange Silva              |  |                 |
| 10    | DU    | Alfredo Obberti         |  | Héctor Martínez |
| 7     | DU    | Mario Zanabria          |  |                 |
| 9     | DU    | Mario Mendoza           |  |                 |
| Coach | Coach | Pedro Dellacha          |  |                 |

|  | 54' | Aldo Pedro Poy |

| Arbitre | Arturo Andrés Ithurralde |

| 1     | PAR   | Norberto Menutti     |  |               |
| 4     | DEF   | José Jorge González  |  | Daniel Killer |
| 2     | DEF   | Aurelio Pascuttini   |  |               |
| 6     | DEF   | Alberto Fanesi       |  |               |
| 3     | DEF   | Mario Killer         |  |               |
| 8     | MED   | Carlos Aimar         |  |               |
| 5     | MED   | Ange Landucci        |  |               |
| 11    | MED   | Carlos ils Satisfont |  |               |
| 10    | DU    | Aldo Poy             |  |               |
| 7     | DU    | Ramón Tour           |  | Miguel Bustos |
| 9     | DU    | Roberto Gramajo      |  |               |
| Coach | Coach | Ange Labruna         |  |               |

| 1     | PAR   | Carlos Fenoy            |  |                 |
| 4     | DEF   | Víctor Hugo Jara        |  |                 |
| 2     | DEF   | Armando Garrido         |  |                 |
| 6     | DEF   | Ricardo De Rienzo       |  |                 |
| 3     | MED   | Juan Carlos Montes      |  |                 |
| 8     | MED   | José Demetrio Solórzano |  |                 |
| 5     | MED   | Santiago Santamaría     |  |                 |
| 11    | MED   | Ange Silva              |  |                 |
| 10    | DU    | Alfredo Obberti         |  | Héctor Martínez |
| 7     | DU    | Mario Zanabria          |  |                 |
| 9     | DU    | Mario Mendoza           |  |                 |
| Coach | Coach | Pedro Dellacha          |  |                 |

|  | 54' | Aldo Pedro Poy |

| Arbitre | Arturo Andrés Ithurralde |

## Célébrations du but

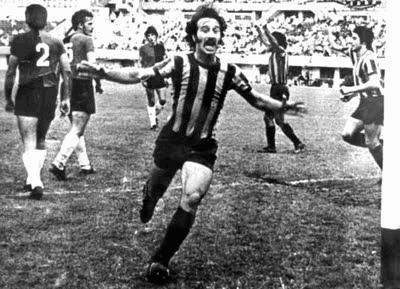
La réaction de Poy.

Ce but est enregistré dans l'histoire de Rosario Central comme "La Palomita de Poy" et il est célébré chaque année le 19 décembre : les supporteurs Canailles se rassemblent afin de commémorer ce geste victorieux, Aldo Poy lui-même y participe. Ce jour-là, partout où existent des clubs de supporteurs, l'action est rejouée, la passe décisive, le vol éternel de l'attaquant, la tête plongeante, cris et applaudissements fusent.
Une anecdote, en 1995 un groupe de sympathisants de Rosario Central a fait les démarches auprès du livre Guinness des Records, afin que la Palomita de Poy soit reconnue comme le but le plus célébré de l'histoire du foot... en vain,,.

## Anecdote
Le défenseur De Rienzo au marquage de Poy sur le but, souffrait d'une appendicite ce jour là. Le chirurgien qui l'opéra, a conservé l'organe retiré dans un bocal de formol avec l'inscription suivante : "Appendice du joueur De Rienzo, à 20 centimètres duquel passa le ballon propulsé par Aldo Pedro Poy d’une tête plongeante, se convertissant en but grâce auquel Central élimina NOB [Newell’s Old Boys] le 19 décembre 1971".
Ce match est aussi le décors d'un célèbre texte sur le football 19 de diciembre de 1971 signé Roberto Fontanarrosa,.